# Johannes Brockt
Johannes Brockt (* 15. Januar 1901 in Brieg, Schlesien; † 15. August 1980 in Wien) war ein deutsch-österreichischer Musikwissenschaftler und Komponist.

## Leben
Johannes Brockt wollte Maler werden und war schon in die Staatliche Akademie für Kunst und Kunstgewerbe Breslau aufgenommen, wandte sich aber nach dem Abitur der Musik zu. Brockt studierte in Breslau, Wien und Leipzig und dann in Berlin Musikwissenschaft, Kunst- und Literaturgeschichte sowie Philosophie. 1927 erfolgte in Breslau die Promotion zum Dr. phil. mit dem Dissertationsthema Ernst Wilhelm Wolf, Leben und Werke über Ernst Wilhelm Wolf. Eine musikalische Ausbildung erhielt er bei Camillo Horn und Leopold Reichwein in Wien und Sigfrid Karg-Elert in Leipzig. Es folgten Stationen als Theaterkapellmeister in Stettin und Breslau und als musikalischer Assistent bei den Bayreuther Festspielen, später als Leiter der Kammermusikabteilung bei Radio Köln. 
Brockt wurde als Liedbegleiter, Dirigent und Vortragender bei mehreren Sendern tätig. Nach dem Zweiten Weltkrieg wirkte er freischaffend in Wien. 
Für seine Opern Paracelsus wurde er 1956 mit einem Arbeitsstipendium durch das Bundesministerium für Unterricht ausgezeichnet. Er schuf sieben Opern (Gobseck nach dem gleichnamigen Roman von Honoré de Balzac, Morphium, Die beiden Masken, Die Brüder, Pandaimonion, Paracelsus, Das Experiment). 1959 wurde Brockt zum Professor ernannt.
Neben dem Hobby Malerei (vor allem Landschaften in Öl und Aquarell) war er auch literarisch tätig und hat sämtliche Operntexte selbst geschrieben.
Er wurde am 25. August 1980 auf dem Baumgartner Friedhof beigesetzt.

## Kompositionen
- Vier Miniaturen für sechs Blechbläser (op. 10)
- Neun Kanons nach Friedrich Logau (op. 31)
- Sommerreise. Zyklus von 24 Liedern nach Johannes Müller-Schönhausen für Tenor und Klavier (op. 50)
- Acht dreistimmige a-cappella-Chöre (op. 54)

## Herausgeberschaft
- Descartes:  Musicae compendium. 3. unverändl. Aufl. Darmstadt: Wissenschaftliche Buchges. 2011. ISBN 978-3-534-24307-5

erste vollständige Übersetzung ins Deutsche